# Masirana silvicola
Espèce
Synonymes
- Sarutana silvicola Kobayashi, 1973

Masirana silvicola est une espèce d'araignées aranéomorphes de la famille des Leptonetidae.

## Distribution
Cette espèce est endémique de Honshū au Japon. Elle se rencontre à Hamamatsu et à Iwata dans la préfecture de Shizuoka.

## Description
Le mâle holotype mesure 2,00 mm et la femelle paratype 1,89 mm.

## Publication originale
- Kobayashi, 1973 : Two new spiders of the genus Sarutana (Leptonetidae: Araneae) from Shizuoka Prefecture. Acta Arachnologica, vol. 25, no 1, p. 1-9 (texte intégral).